# Boris Kaufman
Boris Abelevich Kaufman, (em Cirílico: Бори́с Абра́мович Ка́уфман; 24 de agosto de 1906 – 24 de junho de 1980) foi um diretor de fotografia e cineasta russo. Irmão mais novo do cineasta Dziga Vertov e do também diretor de fotografia Mikhail Kaufman que ao lado de Elizaveta Svilova formavam o Conselho dos Três.
Kaufman nasceu em uma família intelectual judia em Białystok quando a Polônia ainda fazia parte do Império Russo. Em 1917, ele se mudou com os pais para Paris, deixando os irmãos na Rússia, onde ficaram famosos como cineastas.
Boris Kaufman é bastante conhecido como diretor de fotografia trabalhando ao lado do cineasta Jean Vigo, o qual contribuiu para a introdução do realismo poético no cinema na década de 1930 e influenciou a Nouvelle Vague, entre o final dos anos 1950 e o início da década de 1960.  Dentre os inúmeros filmes em parceria com Vigo estão Les Halles (1927), A propósito de Nice (1930), Zero de Conduta (1933), filme banido da França até o fim da II Guerra Mundial e O Atalante (1934). Após a morte prematura de Jean Vigo em 1934, Kaufman escapa da França ocupada pelos nazistas fugindo para o Canadá e de lá para os EUA. Já nos Estados Unidos é convidado para trabalhar no filme de Elia Kazan Sindicato de Ladrões (On the Waterfront, 1954) onde recebe o Oscar de melhor fotografia.